# Odvrtávací metoda pro měření zbytkových napětí
Odvrtávací metoda je metoda měření zbytkových napětí v materiálu. Zbytková napětí jsou napětí, která se vyskytují v materiálu bez působení vnějších sil. Mají vliv na pevnostní, únavové nebo korozní charakteristiky materiálu a zjišťují se především pomocí experimentálních metod. Jednou z nejpoužívanějších metod pro měření zbytkových napětí je odvrtávací metoda. 
Odvrtávací metoda umí měřit zbytková makroskopická zbytková napětí v blízkosti povrchu materiálu. Její princip spočívá v odvrtání malého otvoru do povrchu materiálu, který způsobí uvolnění zbytkových napětí a s tím spojené deformace v okolí otvoru. Deformace v okolí otvoru se měří, nejčastěji pomocí odporových tenzometrů a na základě tohoto měření je pomocí tzv.  kalibračních  koeficientů  zpětně  vyhodnoceno  původní zbytkové napětí v materiálu. Tato metoda je populární pro svoji jednoduchost a je vhodná pro širokou škálu řešených aplikací i materiálů.

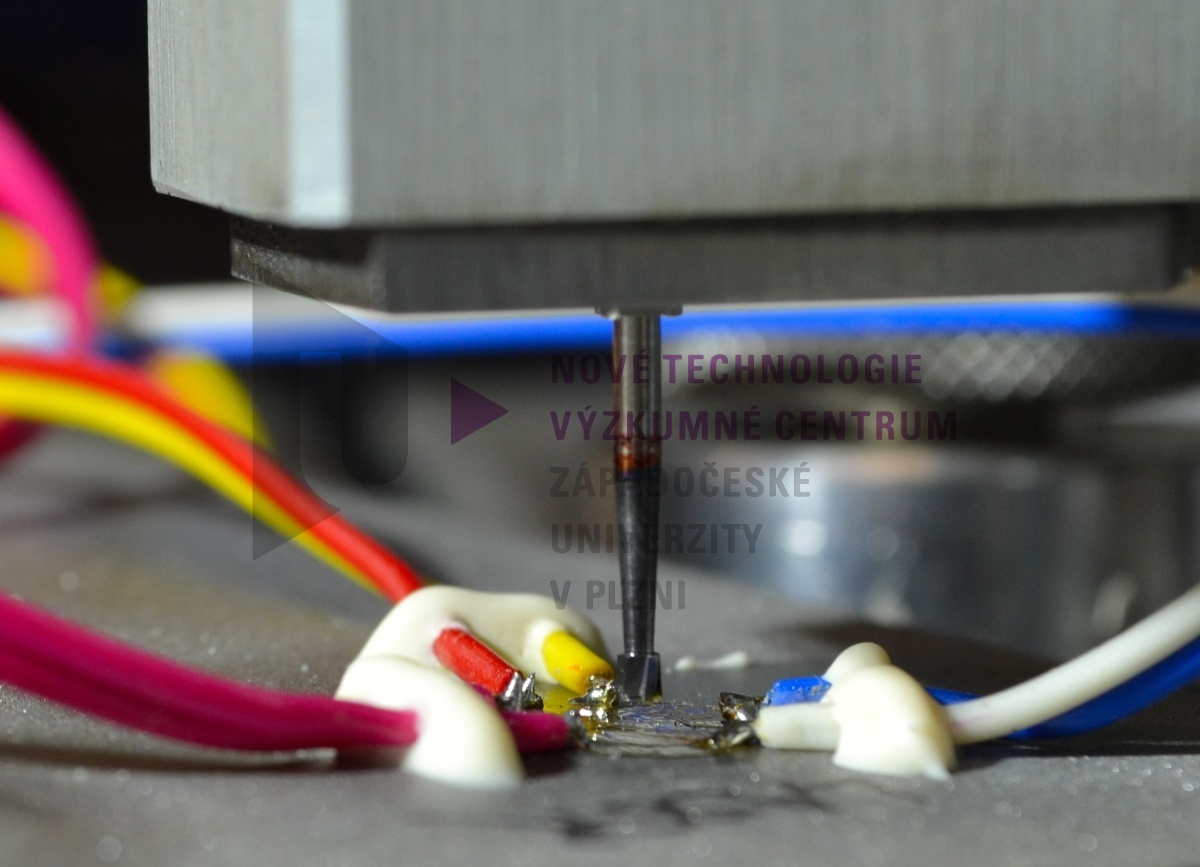
Detail hlavy zařízení pro měření zbytkových napětí s odvrtávací frézou.

## Historie a vývoj metody
První návrh na měření zbytkových napětí pomocí uvolnění odvrtáním otvoru a zaznamenání změny jeho poloměru podal v roce 1934 Mathar. V roce 1966 byla Rendlerem a Vignisem rozvinuta systematická a opakovatelná procedura aplikace odvrtávací metody pro měření zbytkových napětí. V následujícím období došlo k rozvoji metody z hlediska technik odvrtávání, měření uvolněných deformací a vlastního vyhodnocení zbytkových napětí. Velmi významným mezníkem je přitom použití metody konečných prvků k výpočtu kalibračních koeficientů a k vyhodnocení zbytkových napětí z měřených uvolněných deformací (Schajer, 1981). To umožnilo především stanovení zbytkových napětí nekonstantních po hloubce, ale přineslo také další možnosti použití metody, např. pro nehomogenní materiály, povlaky apod. K rozšíření metody přispěla také standardizace postupu měření a vyhodnocení normou ASTM E 837 Americké společnosti pro mechaniku a materiály. V současné době je odvrtávací metoda jednou z nejrozšířenějších metod měření zbytkových napětí. K vyhodnocení se využívají moderní výpočetní metody a probíhá vývoj metody především z hlediska odvrtávacích technik a možností měření deformací.

## Základní principy metody
Princip odvrtávací metody měření zbytkových napětí spočívá v odvrtání malého otvoru do povrchu materiálu, který způsobí uvolnění zbytkových napětí a s tím spojené deformace v okolí otvoru. Na základě uvolněných deformací, které jsou měřené minimálně ve třech nezávislých směrech v okolí otvoru, je pomocí tzv.  kalibračních  koeficientů  zpětně  vyhodnoceno  původní zbytkové napětí v materiálu. Otvor je odvrtáván čelní válcovou frézou nebo pomocí alternativních technik. Deformace je měřena nejčastěji tenzometry.

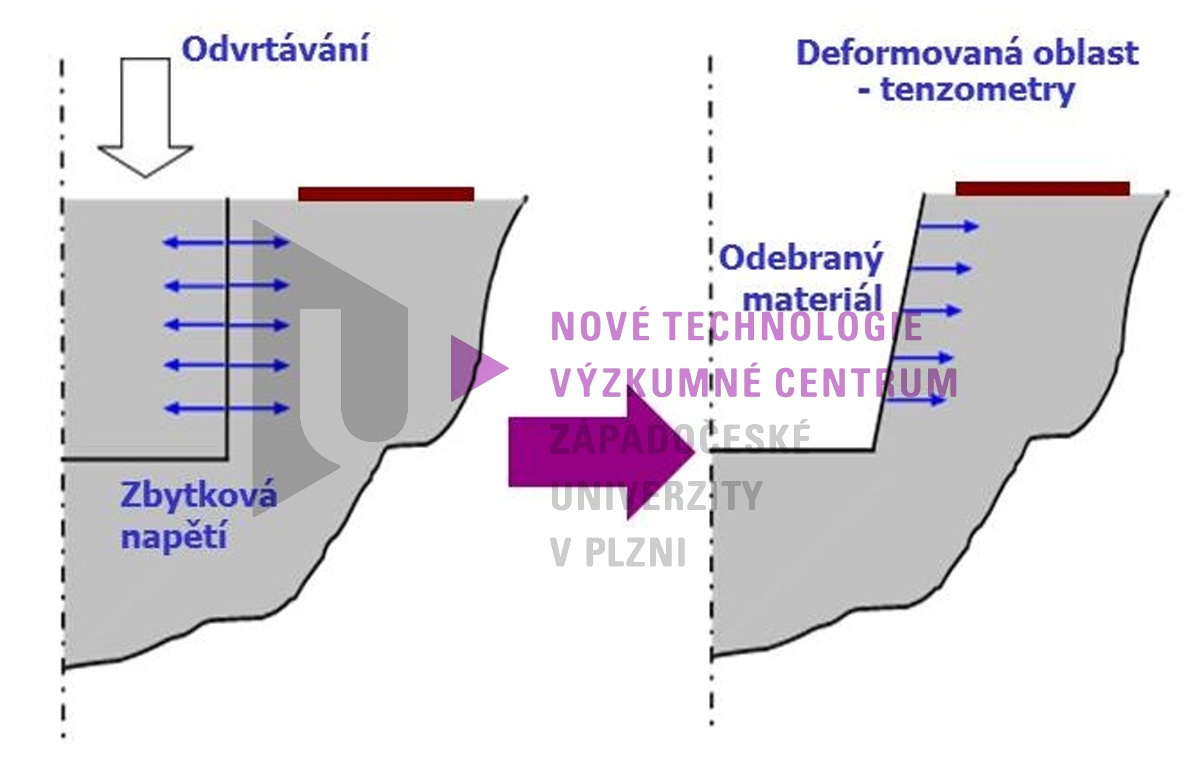
Princip měření zbytkových napětí odvrtávací metodou.

Lze měřit dvouosou napjatost v rovině povrchu materiálu. Vzhledem k malému porušení bývá metoda označována jako semidestruktivní. Metoda je relativně jednoduchá, rychlá, měřicí zařízení bývá přenosné. Nevýhodou je destruktivní povaha techniky, omezené rozlišení a nižší přesnost vyhodnocení v případě nerovnoměrných napětí nebo nehomogenních materiálových vlastností.
Významným prvkem vyhodnocení zbytkových napětí jsou tzv. kalibrační koeficienty, které představují převodník mezi uvolněnými deformacemi a původním zbytkovým napětím v materiálu. Pro průchozí otvor a homogenní napětí lze tyto koeficienty odvodit teoreticky. Ty jsou pak závislé pouze na materiálových vlastnostech, poloměru otvoru a vzdálenosti od otvoru. V praxi ovšem v naprosté většině případů nejsou splněny podmínky pro použití teoreticky odvozených koeficientů - např. není zahrnuta integrální deformace přes plochu tenzometru,  otvor není průchozí apod. Využívají se proto koeficienty, které zahrnují skutečné aspekty měření a stanovují se zejména numerickým výpočtem pomocí metody konečných prvků. Ty pak vyjadřují vztah uvolněných deformací a zbytkových napětí v závislosti na velikosti otvoru, hloubce otvoru, tvaru tenzometrické růžice, materiálu a dalších parametrech.

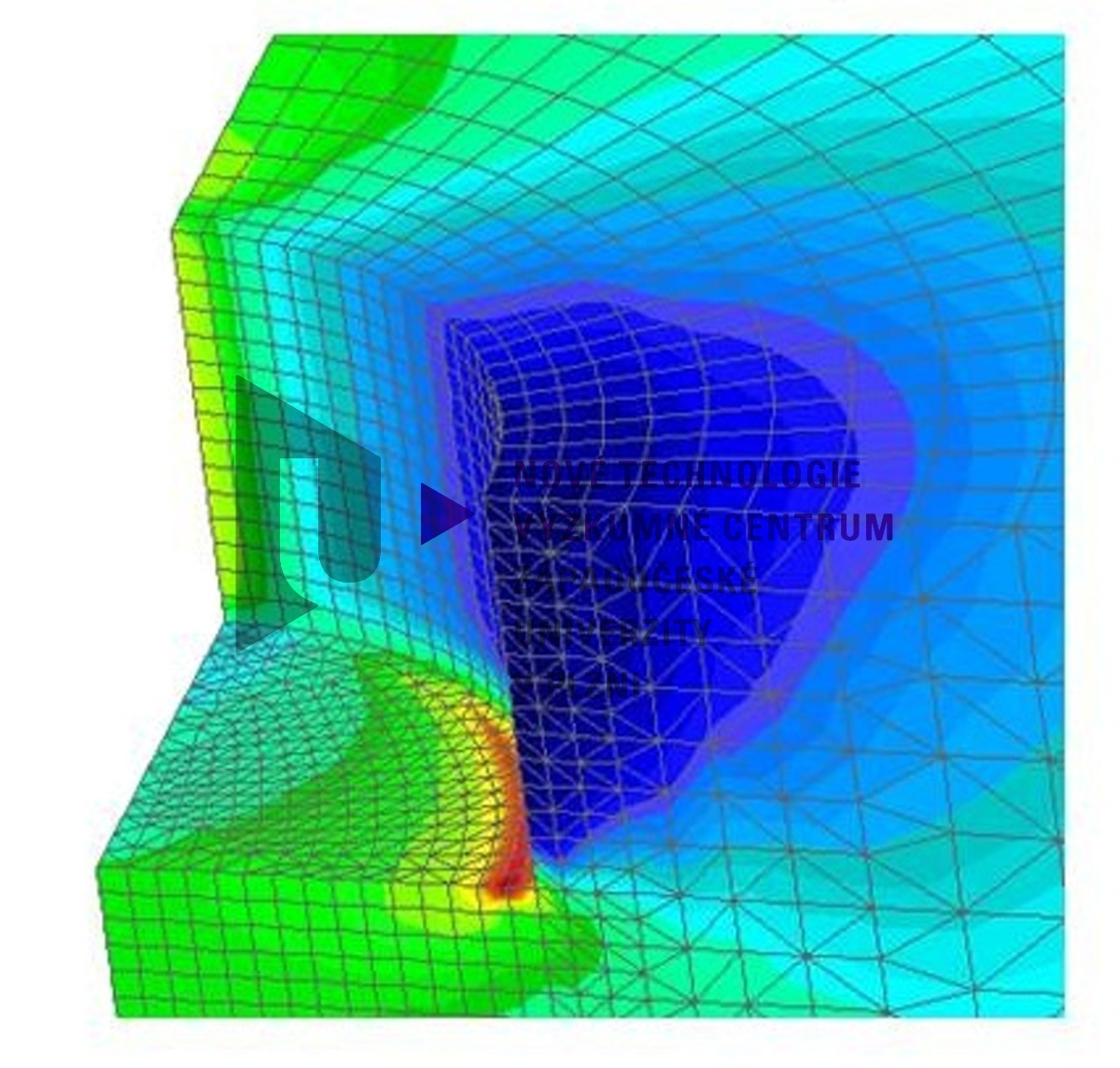
MKP síť pro výpočet kalibračních koeficientů odvrtávací metody.

Vyhodnocení zbytkových napětí představuje postup jejich výpočtu z naměřených uvolněných deformací. Všechny postupy vyhodnocení vycházejí ze základních principů, mohou se však lišit předpoklady použití, nároky na stanovení kalibračních koeficientů i možnostmi zahrnutí různých vlivů. Obecně se předpokládá, že otvor je proveden ve více krocích a uvolněná deformace je odečtena po každém kroku.

## Metody vyhodnocení zbytkových napětí
Pro vyhodnocení zbytkových napětí z uvolněných deformací bylo vyvinuto více metod. Nejzákladnějším způsobem je vyhodnocení metodou ekvivalentních homogenních napětí. Koeficienty jsou pro dané poloměry otvoru, typ růžice a hloubku otvoru publikovány ASTM normou E837. Tato metoda je vhodná pro konstantní nebo slabě se měnící napětí po hloubce. Lze ji orientačně použít i pro nekonstantní průběhy napětí, její použití ovšem může vést k výraznému zkreslení výsledků. 

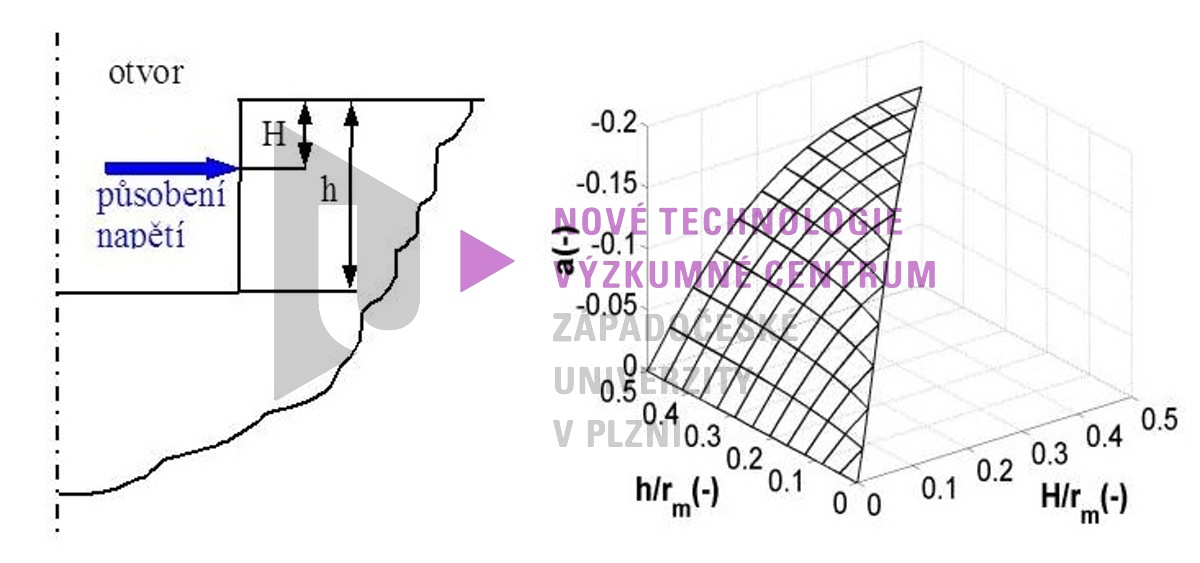
Princip vyhodnocení zbytkových napětí integrální metodou. Grafická reprezentace koeficientů integrální metody v závislosti na hloubce otvoru a pozici v otvoru.

Nejobecnější metodou z hlediska přístupu je integrální metoda. Tato metoda uvažuje vliv uvolněného napětí v daném místě, který se ovšem mění s celkovou hloubkou otvoru. Kalibrační koeficienty jsou vyjádřeny jako matice a řešení vede na soustavu rovnic, jejímž výsledkem je vektor zbytkových napětí v dané hloubce otvoru. Pro získání kalibračních koeficientů je potřeba použít numerickou simulaci. Integrální metoda a její koeficienty jsou rovněž definovány a popsány normou ASTM E837. 
Další metody vyhodnocení, které kladou menší nároky na stanovení kalibračních koeficientů i vlastní proces vyhodnocení jsou zejména metoda průměrného napětí a metoda přírůstku deformace. Obě metody jsou založeny na předpokladu, že změna deformace je způsobena pouze uvolněným napětím na odvrtaném inkrementu. Jejich použití je vhodné pouze pro mírně se měnící profily napětí. Pro rovnoměrná napětí obě metody dávají numericky správné výsledky. 
Jinou modifikaci integrální metody představují metoda mocninných řad a spline metoda. Obě uvažují jak vzdálenost působení napětí od povrchu tak celkovou hloubku otvoru. Výsledný průběh napětí je na rozdíl od integrální metody aproximován pomocí polynomu resp. spline funkce. Metoda mocninných řad je velmi stabilní, nelze však postihnout výrazně se měnící napětí. Spline metoda je stabilnější a méně citlivá na chyby než integrální metoda, průběh napětí může naopak lépe popsat skutečný stav v porovnání s metodou mocninných řad. Její nevýhodou je ovšem velmi složité matematické zpracování, které vychází z řešení soustavy nelineárních rovnic. Další metody jsou vyvinuté pro speciální případy, např. přímý výpočet pomocí MKP nebo metody pro nestandardní typy tenzometrických růžic. K méně často používaným patří např. Kockelmanova metoda nebo metoda derivace signálu. 

## Použití odvrtávací metody
Odvrtávací metoda se využívá v mnoha průmyslových technologiích výroby a zpracování materiálu. K významným z nich patří především tepelné zpracování materiálu, mechanická a tepelná úprava povrchu materiálu, obrábění, svařování, povlaky nebo výroba kompozitních materiálů. I přes relativní univerzálnost však musí pro aplikaci metody být splněny základní podmínky jejího použití: možnost odvrtat materiál, možnost aplikovat tenzometrické růžice (případně jinou metodu měření deformací) a znalost materiálových vlastností. Další podmínky experimentu pak ovlivňují zejména přesnost a opakovatelnost výsledků měření. Jedná se zejména o velikost a tvar vzorku, vzdálenost měřeného místa od hran a okrajů vzorku, homogenita měřeného materiálu, výskyt gradientů zbytkových napětí apod.